# Пеццоттаит
Пеццоттаи́т (встречаются также транскрипции пеззоттаи́т, педзоттаи́т; малиновый берилл) — редкий минерал, силикат цезия, бериллия, алюминия и лития с химической формулой Cs(Be2Li)Al2Si6O18. Цезиевый аналог берилла, в котором один из трёх атомов бериллия заменён на атомы лития и цезия. В отличие от берилла, кристаллизуется в тригональной системе, а не в гексагональной. Поэтому с 2009 года считается самостоятельным минералом, а не бериллом.
Назван в честь итальянского геолога и минералога Федерико Пеццотты из Гражданского музея, Милан, Италия. Признан Международной минералогической ассоциацией в 2003 году.
Пеццоттаит окрашен в различные оттенки красного цвета. Прозрачен или полупрозрачен.
Твёрдость 8 по шкале Мооса, плотность 2,97 г/см³.
Прозрачные бездефектные кристаллы хорошо поддаются огранке. Используется как драгоценный камень в ювелирном деле.
Теряет цвет при нагреве до 450 °C в течение двух часов.

## Месторождения
Был найден в пегматитах южного Мадагаскара, а также в Афганистане.